# Clariidae
Clariidae er en familie af fisk i malleordenen. Familien omfatter 16 slægter med omkring 117 arter som alle er ferskvandsfisk. Flere af dem kan optage ilt fra luften gennem et særlig organ ved gællene og derfor bevæge sig over land mellem vandhuller.

## Navn
Flere arter i familien Clariidae betegnes på dansk som ålemaller, ligesom familien på svensk (ålmalar) og norsk (ålemaller) har navne som betyder ålemalle. På engelsk hedder familien "Airbreathing catfish" (luftåndende maller) og på tysk "Kiemensackwelse" (gællesækmaller).

## Udbredelse
Clariidae største mangfoldighed er i Afrika, og findes desuden i Indien, Syrien, det sydlige Tyrkiet og store dele af Sydøstasien.

## Beskrivelse
Clariidae er kendetegnet ved en aflang krop, tilstedeværelsen af fire skægtråde, lange ryg- og gatfinner, og især ved den autapomorfe tilstedeværelse af et organ med trælignende strukturer fra den anden og fjerde gællebue. Dette supragællebueorgan eller labyrintorgan, giver nogle arter mulighed for at tilbagelægge rejse korte afstande på land (blandt andre  den "gående malle).
Rygfinnens bund er meget lang og indledes ikke med en pigstråle. Rygfinnen kan være sammenhængende med halefinnen, som er afrundet. Bryst- og bugfinner er fraværende hos nogle arter. Nogle fisk har små øjne og reducerede eller fraværende bryst- og bugfinner til en gravende livsstil. Nogle få arter er blinde.
Inden for familien Clariidae spænder kropsformerne fra fusiform (torpedolignende) til anguilliform (ålelignende). Efterhånden som arterne bliver mere åleformede, er der observeret et helt sæt morfologiske ændringer, såsom reduktion og tab af fedtfinnen, kontinuerlige uparrede finner, reduktion af parrede finner, reduktion af øjnene, reduktion af kranieknoglerne og hypertrofierede kæbemuskler.

## Taksonomi
Heteropneustidae med slægten Heteropneustes anses af nogle for at være en separat familie og af andre for at være en underfamilie. Med Heteropneustidae og Clariidae som separate familier grupperer en artikel dem i en superfamilie kaldet Clarioidea. Clarioideas forhold til andre familier er fortsat usikkert.

## Forholdet til mennesker
Mange arter af Clariidae indgår i hånværksmæssig fiskeri. Afrikansk ålemalle (Clarias gariepinus) er anerkendt som en af de mest lovende akvakulturarter i Afrika.
Fiskenes evne til at indånde luft har gjort det muligt for fisk som Clarias batrachus at blive en invasiv art i Florida.